# Antonio Mattioli
Antonio Mattioli (Roma, 20 settembre 1940) è un ex calciatore italiano, di ruolo centrocampista.

## Palmarès

### Club

#### Competizioni nazionali
- Coppa Italia: 1

Lazio: 1958
- Serie D: 1

Brindisi: 1967-1968